# Elleanthus
Die Gattung Elleanthus aus der Familie der Orchideen  (Orchidaceae) ist mit über 100 Arten in Mittel- und Südamerika verbreitet. Die Pflanzen zeichnen sich durch dichte Trauben auffällig gefärbter Blüten aus.

## Beschreibung
Elleanthus umfasst ausdauernde Pflanzen, die epiphytisch oder terrestrisch wachsen. Die Wurzeln sind von einem zwei bis fünf Zellschichten dicken Velamen umgeben. Die einzelnen Sprosse stehen dicht nebeneinander am Rhizom. Sie sind nicht verdickt, aufrecht bis niederliegend, gelegentlich verzweigt und leicht verholzt. Der Spross ist dicht mit zweizeilig angeordneten, ohne Blattstiel ansetzenden Blättern besetzt. Diese sind steif, meist längs zahlreicher Blattadern gefältelt, selten glatt und längs der Mittelrippe gefaltet.

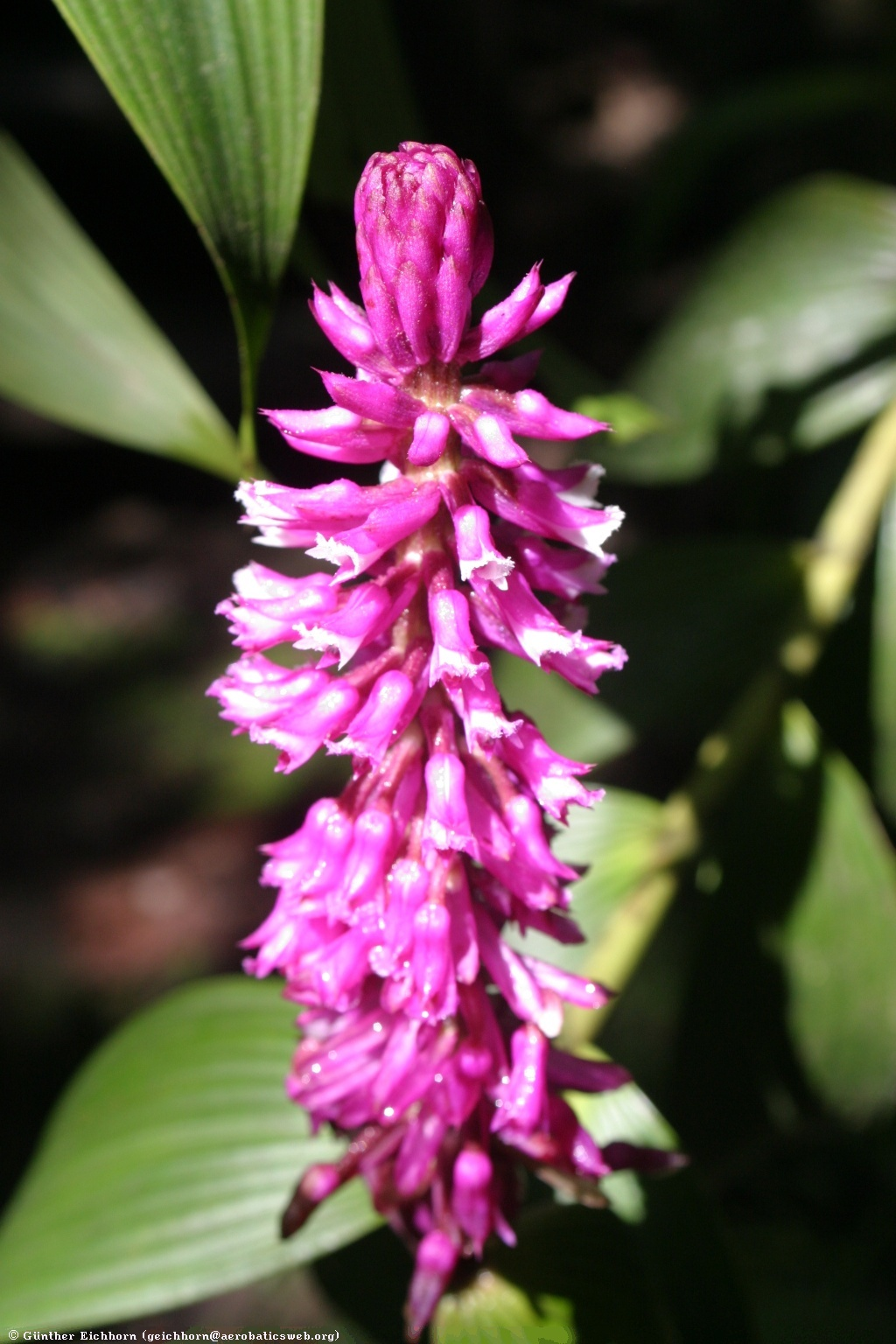
Blütenstand von Elleanthus robustus

Der endständige Blütenstand ist traubig oder fast köpfchenartig dicht. Die Blüten sitzen spiralig oder zweizeilig, normalerweise stehen sie dicht und zahlreich zusammen, selten ist der Blütenstand locker und wenigblütig. Die Tragblätter sind groß, aber nicht laubblattartig, häufig sind sie auffällig gefärbt. Die röhrenförmigen Blüten sind eher klein, aber farbig. Die Blütenblätter sind bis auf die Lippe einander gleich geformt und nicht miteinander verwachsen. Die Sepalen sind selten ausgebreitet, das dorsale Sepal ist konkav, die seitliche Sepalen an ihrer Basis zusammenhängend und leicht hervortretend. Die Petalen sind meist dünner in der Textur. Die Lippe ist länger als Sepalen, konkav, der vorderer Rand gefranst, die Basis ausgebeult mit einem oder zwei deutlichen Schwielen. Die Säule ist gerade, nicht über die Ansatzstelle am Fruchtknoten hinausragend (ohne Fuß), aber mit asymmetrischer Basis, an der Spitze ist sie geflügelt. Die Narbe besteht aus einer Fläche. Das Trenngewebe zwischen Narbe und Staubblatt (Rostellum) ist dreieckig. Das Staubblatt ist gegenüber der Säulenachse herabgebogen oder steht parallel zu ihr, es enthält acht ungleich geformte, ovale Pollinien.

## Verbreitung
Elleanthus wächst weit verbreitet in Mittel- und Südamerika. Das Areal erstreckt sich im Norden bis nach Mexiko und die Karibik, im Süden bis nach Peru und den Süden Brasiliens. Elleanthus kommt von Meereshöhe bis 3000 Meter Höhe vor. Die größte Artenvielfalt findet man in den Anden. 
Die Arten wachsen epiphytisch oder lithophytisch in immerfeuchten Wäldern. 

## Systematik

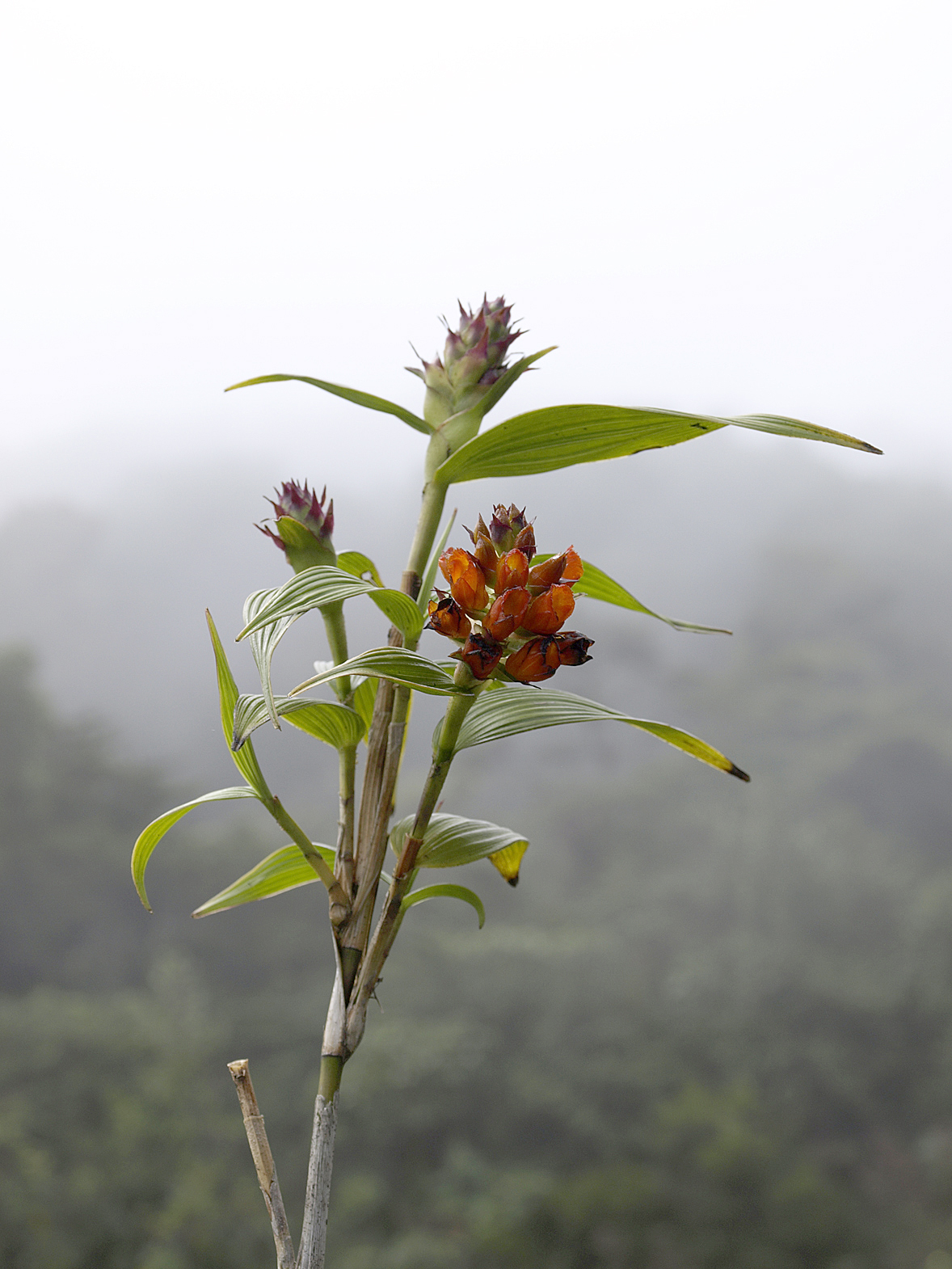
Elleanthus hymenophorus

Die Gattung Elleanthus bildet zusammen mit Sertifera und Sobralia die Tribus Sobralieae. Innerhalb der Unterfamilie Epidendroideae stellt diese Tribus eine basale Linie dar. In der Gattung Elleanthus unterscheidet man etwa 124 Arten. Eine Liste der anerkannten Arten findet sich bei R. Govaerts.
Karl Bořiwog Presl beschrieb die Gattung 1827 in Reliquiae Haenkeanae Band 1, Seite 97. Typusart ist Elleanthus lancifolius. Die Gattung Epilyna, von Rudolf Schlechter 1918 aufgestellt, wird von manchen Autoren als synonym mit Elleanthus betrachtet.
Der Gattungsname Elleanthus leitet sich ab von dem altgriechischen Elle, bezogen entweder auf die mythologische Helle oder Helena, sowie ἄνθος ánthos für „Blüte“ oder „Blume“.

## Belege
Die Informationen dieses Artikels stammen überwiegend aus:
- Leslie A. Garay: 225 (1). Orchidaceae (Cypripedioideae, Orchidoideae and Neottioideae). In: Gunnar Harling, Benkt Sparre (Hrsg.): Flora of Ecuador. Band 9, 1978, ISSN 0347-8742, S. 57.
- Alec M. Pridgeon, Phillip Cribb, Mark W. Chase (Hrsg.): Genera Orchidacearum. Epidendroideae (Part one). 2. Auflage. Band 4/1. Oxford University Press, New York und Oxford 2005, ISBN 0-19-850712-7, S. 598–599.

## Weiterführendes
- Liste der Orchideengattungen
- Elleanthus - the genus, von Nina Rach